# Walt Disney Pictures
Walt Disney Pictures este o companie de producție americană de film și o subsidiară a Walt Disney Studios, o divizie a Disney Entertainment, care este deținută de The Walt Disney Company. Studioul este producătorul emblematic de filme live action în cadrul unității Walt Disney Studios și are sediul la Walt Disney Studios în Burbank, California. Filme de animație produse de Walt Disney Animation Studios și Pixar Animation Studios sunt de asemenea lansate sub bannerul studioului. Walt Disney Studios Motion Pictures distribuie și comercializează filmele produse de Walt Disney Pictures.
Disney a început să producă filme live action în anii 1950. Divizia live action a devenit Walt Disney Pictures în 1981, când Disney a reorganizat întreaga sa divizie de studio; aceasta a inclus separația de divizia de animație artistică și crearea ulterioară a Touchstone Pictures. La sfârșitul deceniului, combinat cu producțiile lui Touchstone, Walt Disney Pictures a elevat Disney ca unul studiourile majore de film ale Hollywood-ului.
Walt Disney Pictures este în prezent unul din cele cinci studiouri de filme live action în cadrul lui Walt Disney Studios, alături de 20th Century Studios, Marvel Studios, Lucasfilm, și Searchlight Pictures. Remake-ul din 2019 al Regele Leu este filmul cu cele mai mari încasări ale studioului cu 1,6 miliarde de $, iar Pirații din Caraibe este seria de filme cu cel mai mare succes al studioului cu cinci filme câștigând un total de peste 4,5 miliarde de $ în încasări la box office-ul global.

## Filme artistice
- 1962 Copiii căpitanului Grant (In Search of the Castaways), regia Robert Stevenson
- 1965 Acea pisică blestemată (That Darn Cat!), regia Robert Stevenson
- 1997 Acea pisică blestemată (That Darn Cat!), regia Bob Spiers